# فرانک پوسوا
فرانک پوسوا (Frank Kposowa) سیاست‌مدار سیرالئونی است که عضو حزب مردم این کشور می‌باشد و در سال ۲۰۰۷ توانست به پارلمان این کشور به عنوان نماینده‌ی بو دیستریکت (Bo District) راه یابد.